# Тігіпко Анна Сергіївна
Анна Сергіївна Тігіпко (нар. 9 травня 1984, Дніпро, Українська РСР) — українська підприємиця, управлінець, бізнес-мотиватор та засновниця необанку izibank.

## Життєпис
Анна народилася 9 травня 1984 року в Дніпрі.
У 1997 році переїхала до Києва, де навчалась в гімназії № 153 ім. Пушкіна, а з 2002 року продовжила навчання за кордоном в St Edward's School (Oxford).
Протягом 2002—2005 років здобувала вищу освіту в European Business School of London.
У 2006—2007 роках  продовжила навчання в CASS Business School, City University та здобула ступінь магістра.

## Кар'єра
Анна володіє українською, російською, англійською, німецькою мовами. Має досвід роботи в фінансовому секторі — долучалась до окремих проєктів та створення банківських продуктів в групі TAC: У 2006 році приєдналася до проєкту з роздрібного обслуговування клієнтів TAC NICE;
У 2008 році працювала у компанії з управління активами Asset Management.
Із 2009 по 2013 роки очолювала напрямок ТАС ФАРМА. Є радницею голови правління Таскомбанку.
У 2019 році Анна ініціювала створення українського мобільного банку — izibank. Цей фінтех проєкт створено спільно з групою TAC, який працює на ліцензії Таскомбанку. У проєкт було інвестовано 2 млн доларів.

## Сім'я
Донька українського підприємця і політика Сергія Тігіпка та його першої дружини Наталії Тігіпко.
Одружена, виховує 4 дітей. У 2012 р. вийшла заміж за британського фінансиста, від якого народила двох дочок, проте вже у 2015 розлучилась. У 2017 повернулась в Україну, разом з двома дочками, народженими в Британії, що стало приводом для судової справи: британський суд зобов'язав А. Тігіпко повернути дочок до Великої Британії, втім рішення суду лишається не виконаним.
 В 2017 році одружена вдруге.
На її честь названо банк та групу ТАС. За легендою, ця компанія стала подарунком батька Сергія Тігіпко на повноліття доньки.